# Ginoue Mondésir
 (février 2023).
Pour les articles homonymes, voir Mondésir.
Ginoue Mondésir (née le 13 mars 1977 et décédée le 24 décembre 2005), également orthographié Ginou Mondésir, est une animatrice de télévision haïtienne, Mondésir est surtout connue pour avoir présenté des émissions de télévision haïtiennes telles que Miss Vidéomax et Konkou chante nwèl.

## Biographie
Mondésir est née en Haïti. Elle a présenté deux concours Miss Vidéomax et Konkou chante nwèl organisés par Télémax, une chaîne de télévision haïtienne. Mondésir a travaillé comme animateur à Télémax et à la section culturelle du ministère des Affaires étrangères haïtien. Elle rêvait également d'une carrière d'actrice de cinéma. Elle avait tenu des rôles dans deux films haïtiens Le Miracle de la foi et Pluie d'espoir. Mondésir a été assassinée par Valdo Jean, son petit ami de l'époque,,.

### Vie privée
Mondésir était mère d'un garçon. Il avait 11 ans lorsque sa mère a été assassinée. Mondésir n'était pas encore mariée.

### Décès
Mondésir a été assassinée le 24 décembre 2005 par son époux Valdo Jean, sur la route de l'Arcahaie, alors qu'ils revenaient de la plage, rentrant dans la capitale,.

## Filmographie
| Année | Titre                | Rôle     |
| ----- | -------------------- | -------- |
| 2005  | Le Miracle de la foi | Mélissa  |
| 2005  | Pluie d'espoir       | Claudine |